# Arado Flugzeugwerke
Arado Flugzeugwerke GmbH era un'azienda aeronautica tedesca attiva nella produzione di velivoli destinati al mercato sia civile che militare.
Originariamente fondata come filiale di Warnemünde della Flugzeugbau Friedrichshafen, società che realizzava idrovolanti militari durante la prima guerra mondiale, divenne in seguito un'azienda indipendente che produsse un buon numero di velivoli che contribuirono all'evoluzione dell'aviazione tedesca del periodo interbellico fino alla seconda guerra mondiale. Tra i progetti più significativi nella storia dell'aviazione si ricorda l'Arado Ar 234, il primo bombardiere spinto da motori a getto ad essere avviato alla produzione in serie ed a raggiungere capacità operativa.

## Storia
La Flugzeugbau Friedrichshafen fu costretta a cessare l'attività a seguito delle restrizioni in materia di aviazione imposte ai tedeschi dal Trattato di Versailles siglato dopo la fine della Prima guerra mondiale. Nel 1921 la fabbrica fu acquistata da Heinrich Lübbe e nel 1924 venne riavviata la costruzione di aerei solo per l'esportazione; in seguito al ritorno il attività fu aperta una filiale, chiamata Ikarus, in Jugoslavia. Fu nominato progettista capo Walter Rethel, che in precedenza aveva lavorato presso la Kondor Flugzeugwerke ed in seguito, dopo il trasferimento nei Paesi Bassi, alla Fokker.
Nel 1925 la società si fuse con la Arado Handelsgesellschaft ("Società commerciale Arado") fondata dall'industriale Hugo Stinnes Junior per coprire il commercio illegale di materiale militare. Quando nel 1933 il governo nazista salì al potere in Germania, Stinnes emigrò e Lübbe prese il controllo della società. Poco prima Walter Blume, ex responsabile tecnico dell'ufficio di progettazione della Albatros Flugzeugwerke, aveva sostituito Rethel.
L'Arado acquisì ben presto importanza come fornitore della Luftwaffe con l'Arado Ar 66, che divenne un aereo da addestramento durante la seconda guerra mondiale. L'azienda produsse anche alcuni dei primi caccia della Luftwaffe: l'Ar 65 e l'Ar 68. Nel 1936, il RLM (Reichsluftfahrtministerium - "Ministero dell'Aviazione del Reich") insistette perché Lübbe aderisse al Partito Nazista (NSDAP), come dimostrazione di lealtà. Quando egli rifiutò, venne arrestato e costretto a vendere la società allo Stato. A seguito di ciò la società cambiò ragione sociale in Arado Flugzeugwerke GmbH e posta sotto la direzione di Erich Serno e Felix Wagenführ.